# Millerowie (film)
Millerowie (ang. We're the Millers) – amerykańska komedia kryminalna z 2013 roku w reżyserii Rawsona Marshalla Thurbera. Wyprodukowana przez Warner Bros.
Światowa premiera filmu miała miejsce 7 sierpnia 2013 roku. W Polsce premiera filmu odbyła się 15 sierpnia 2013 roku.

## Fabuła
Handlarz narkotyków David (Jason Sudeikis) zamierza wycofać się z interesu, gdy jego szef proponuje mu 100 tys. dolarów za przewiezienie 2 ton marihuany z Meksyku. Diler zostaje zmuszony podjąć się zadania. By nie budzić podejrzeń na granicy, zatrudnia do współpracy striptizerkę Rose (Jennifer Aniston), która ma udawać jego żonę. W dzieci obojga wcielają się Casey (Emma Roberts), która właśnie uciekła z domu, i naiwny prawiczek Kenny (Will Poulter). Cała czwórka wyrusza samochodem do Meksyku. Wszystko idzie zgodnie z planem, aż okazuje się, że towar został niedawno skradziony meksykańskiemu gangsterowi.

## Obsada
- Jason Sudeikis jako David Clark
- Jennifer Aniston jako Sarah "Rose" O'Reilly
- Emma Roberts jako Casey Mathis
- Will Poulter jako Kenny Rossmore
- Ed Helms jako Brad Gurdlinger
- Nick Offerman jako Don Fitzgerald
- Kathryn Hahn jako Edie Fitzgerald, żona Dona
- Molly C. Quinn jako Melissa Fitzgerald, córka Dona i Edie
- Ken Marino jako Todd

i inni